# Serraca inanimacula
Serraca inanimacula là một loài bướm đêm trong họ Geometridae.